# Bruno Claeys
Bruno Claeys (1982) is een voormalig Belgisch zwemmer. Hij heeft het Belgisch record op de 50m langebaan en de 100m (zowel korte als langebaan) rugslag op zijn naam staan. Claeys studeerde in 2006 af in de politieke en sociale wetenschappen aan de Universiteit Gent.
Na zijn zwemcarrière besloot hij trainer te worden bij MEGA zwemteam.

## Internationale toernooien
| Jaar | Olympische Spelen | WK langebaan                     | WK kortebaan  | EK langebaan                     | EK kortebaan                                      |
| ---- | ----------------- | -------------------------------- | ------------- | -------------------------------- | ------------------------------------------------- |
| 2002 |                   |                                  | geen deelname | 26e 50m rugslag 31e 100m rugslag | geen deelname                                     |
| 2003 |                   | geen deelname                    |               |                                  | geen deelname                                     |
| 2004 | geen deelname     |                                  |               | geen deelname                    | geen deelname                                     |
| 2005 |                   | geen deelname                    |               |                                  | geen deelname                                     |
| 2006 |                   |                                  | geen deelname | geen deelname                    | geen deelname                                     |
| 2007 |                   | geen deelname                    |               |                                  | 15e 50m rugslag 20e 100m rugslag 16e 200m rugslag |
| 2008 | geen deelname     |                                  | geen deelname | 13e 50m rugslag 14e 100m rugslag | 26e 50m rugslag 16e 100m rugslag 13e 200m rugslag |
| 2009 |                   | 36e 50m rugslag 44e 100m rugslag | geen deelname |                                  | 22e 200m rugslag                                  |

## Persoonlijke records
(Bijgewerkt tot en met 15 augustus 2011)

### Kortebaan
| Afstand      | Tijd    | Datum            | Plaats    |
| ------------ | ------- | ---------------- | --------- |
| 50m rugslag  | 25,12   | 12 december 2008 | Eindhoven |
| 100m rugslag | 53,19   | 13 december 2008 | Rijeka    |
| 200m rugslag | 1:53,13 | 10 december 2009 | Istanboel |

### Langebaan
| Afstand      | Tijd     | Datum         | Plaats      |
| ------------ | -------- | ------------- | ----------- |
| 50m rugslag  | BR 25,82 | 1 mei 2009    | Antwerpen   |
| 100m rugslag | 55,62    | 18 maart 2008 | Eindhoven   |
| 200m rugslag | 2:03,15  | 14 juni 2009  | Monte Carlo |